# Johann Hertze († 1510)

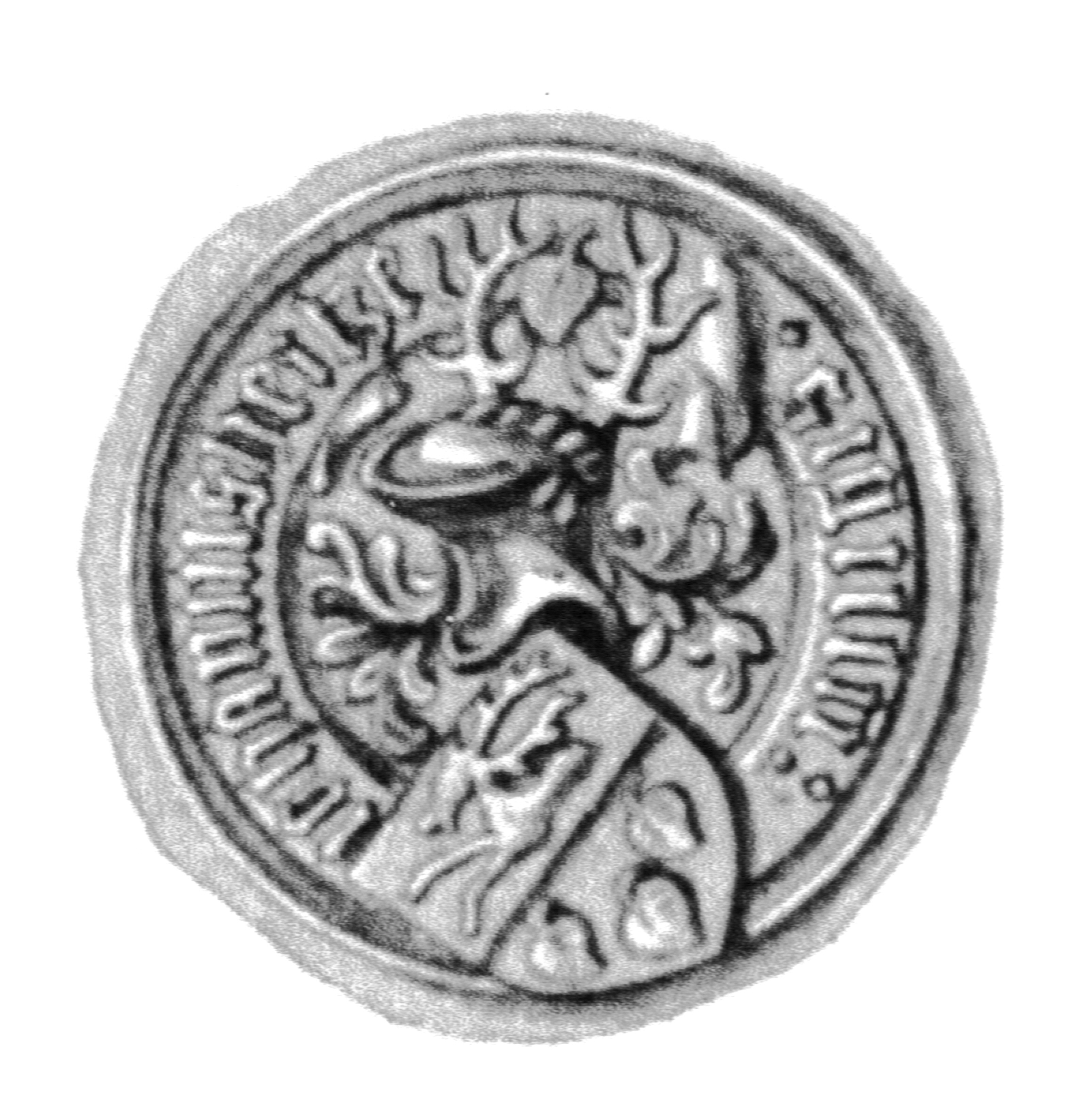
Siegel des Johann Hertze

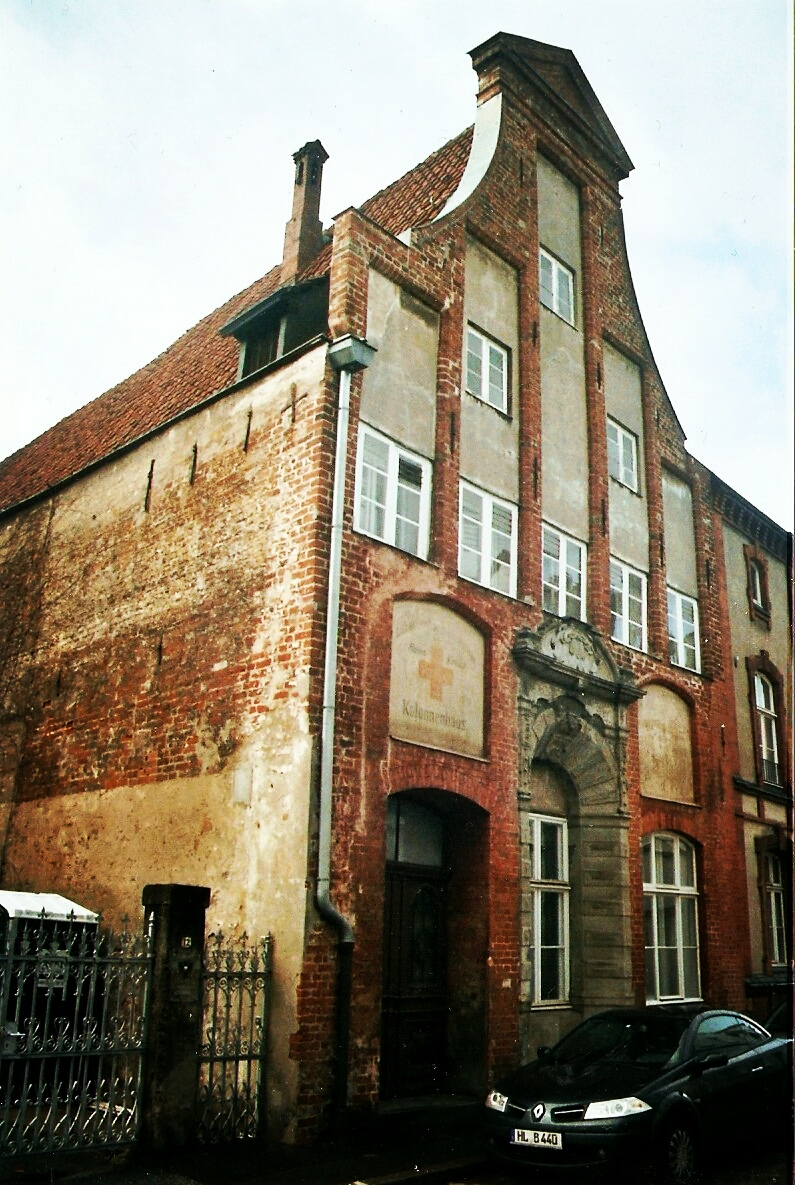
Wohnhaus Schildstraße 10

Johann Hertze († 18. August 1510 in Lübeck) war ein Bürgermeister der Hansestadt Lübeck.
Hertze war der Sohn des Lübecker Protonotars und späteren Ratsherrn Johann Hertze († 1476). Er wurde 1484 in den Rat der Stadt erwählt und dort im Jahr 1498 zu einem der Lübecker Bürgermeister bestimmt. Im Jahr 1503 saß er dem Wendischen Städtetag vor. Ebenfalls im Jahr 1503 verhandelte er mit weiteren Lübecker Ratsherren wie dem Kämmereiherren Johann Kerkring († 1516) in Segeberg mit König Hans von Dänemark über die Frage der Verletzung von Privilegien der Hanse seitens Dänemark und die damit verbundene Schädigung der Interessen von Kapitalanlegern und Kaufleuten aus Lübeck in Dänemark.
Hertze war der Schwiegersohn des Lübecker Ratsherrn Bernhard Darsow und bewohnte das über seine Frau ererbte Haus Darsows in der Schildstraße 10. Seit dem Jahr 1479 war er Mitglied der einflussreichen Zirkelgesellschaft.